# 調布駅
調布駅（ちょうふえき）は、東京都調布市布田四丁目にある、京王電鉄の駅。京王中央管区所属で管区長所在駅。駅番号はKO18。
京王線の主要駅で、京王線と相模原線の分岐駅。相模原線は当駅が起点となっており、ほとんどの列車が相模原線から京王線に直通する。
連続立体交差事業により、2012年（平成24年）8月19日に布田駅・国領駅と共に地下化され、京王線と相模原線の平面交差が解消された。地上駅舎の跡地には、駅ビル「トリエ京王調布」が建設され、2017年（平成29年）9月29日にオープンした。これに合わせて「映画のまち調布」をアピールするため、駅名標や案内表示が映画フィルムを模したデザインに交換された。

## 概要
京王電鉄の前身である京王電気軌道の開業時より存在する、最も古い駅のひとつである。1913年（大正2年）4月15日の開業時は、笹塚駅 - 調布駅間が先行して開通した（京王電鉄#京王電気軌道・玉南電気鉄道も参照）。
2012年8月19日、後述する京王線調布駅付近連続立体交差事業により地下化された。地上線時代は、京王線下り列車と相模原線上り列車が平面交差していたものが、上下線が別々の階層となることで、互いに影響を与えることなく発着できるようになった。その結果、乗り換えにかかる距離と時間が大幅に短縮された。
現行ダイヤでは、「京王ライナー」「Mt.TAKAO号」以外の全ての営業列車が停車する。

## 歴史
- 1913年（大正2年）4月15日 - 京王電気軌道の駅として開業。
- 1916年（大正5年）6月1日 - 当駅 - 多摩川原駅（現在の京王多摩川駅）間の分岐線が開業（のち相模原線として延伸）。
- 1929年（昭和4年） - 調布駅の八王子寄り（旧・調布尋常高等小学校付近）に児童通学用の南北横断地下道が造られる[2]。
- 1944年（昭和19年）5月31日 - 東京急行電鉄（大東急）に併合。同社京王線の駅となる。
- 1948年（昭和23年）6月1日 - 東急から京王帝都電鉄が分離。同社の駅となる。
- 1953年（昭和28年）12月10日 - 現在地に移設。
- 1971年（昭和46年）4月1日 - 相模原線、京王よみうりランド駅まで開業。
- 1981年（昭和56年）10月20日 - 東口が開設される[3]。
- 2001年（平成13年）3月27日 - ダイヤ改定により準特急が新設され、停車駅となる[4]。
- 2008年（平成20年）
  - 9月14日 - 仮設橋上駅舎使用開始。
  - 11月16日 - 東口が終日営業となる。
- 2012年（平成24年）
  - 8月19日 - 連続立体交差事業により地下駅へ切り替え[5]。列車接近メロディをいきものがかりの「ありがとう」に変更[6]。
  - 9月1日 - ホームドアの使用を開始[5]。
- 2014年（平成26年）度 - 調布駅付近連続立体交差事業完了[7]。
- 2017年（平成29年）9月29日 - 駅ビル「トリエ京王調布」がオープン[1]。
- 2021年（令和3年）8月19日 - 副駅名称として「電気通信大学 最寄駅」を設置[8]。
- 2025年度（令和7年度） - 調布駅前広場整備計画完成予定。

## 駅構造
上下線階層別の島式ホーム2面4線を有する地下駅である。地下2階と地下3階にそれぞれ1面ずつホームがあり、改札口（東口・中央口）および駅事務室は地下1階にある。

### のりば
| 番線                  | 路線     | 方向 | 行先                                   |
| --------------------- | -------- | ---- | -------------------------------------- |
| 下りホーム（地下2階） |          |      |                                        |
| 1・2                  | 京王線   | 下り | 京王八王子・高尾山口・多摩動物公園方面 |
| 1・2                  | 相模原線 | 下り | 京王多摩センター・橋本方面             |
| 上りホーム（地下3階） |          |      |                                        |
| 3・4                  | 京王線   | 上り | 明大前・笹塚・新宿・ 都営新宿線方面    |

地下化に伴い配線が変更され、上下線とも西調布駅・京王多摩川駅寄りにシーサスポイントが設置された。これにより、2番線から相模原線への進入および相模原線から4番線への進入も可能になり、地上駅時代では不可能だった、相模原線同士の緩急接続も可能となった。
当駅では京王線列車と相模原線列車の接続が終日行われる。その他、京王線列車同士や相模原線列車同士の緩急接続も頻繁に行われる。
2013年2月22日のダイヤ改定以降、両路線が使用する線路は時間帯により変わるため、特に定められていない。2015年9月25日のダイヤ改正からは平日の日中と土休日ダイヤでは主に1・3番線を相模原線の列車が、2・4番線を京王線の列車が使用している。また、下り線は双方の同時発車が、上り線は双方の同時到着が可能である。
平日夕方ダイヤでは、当駅を境に列車種別を変更する列車がある。下りの区間急行高尾山口駅行きは当駅から各停に種別変更。また当駅発着の列車も設定されているが、引き上げ線がないため、到着後は回送される。

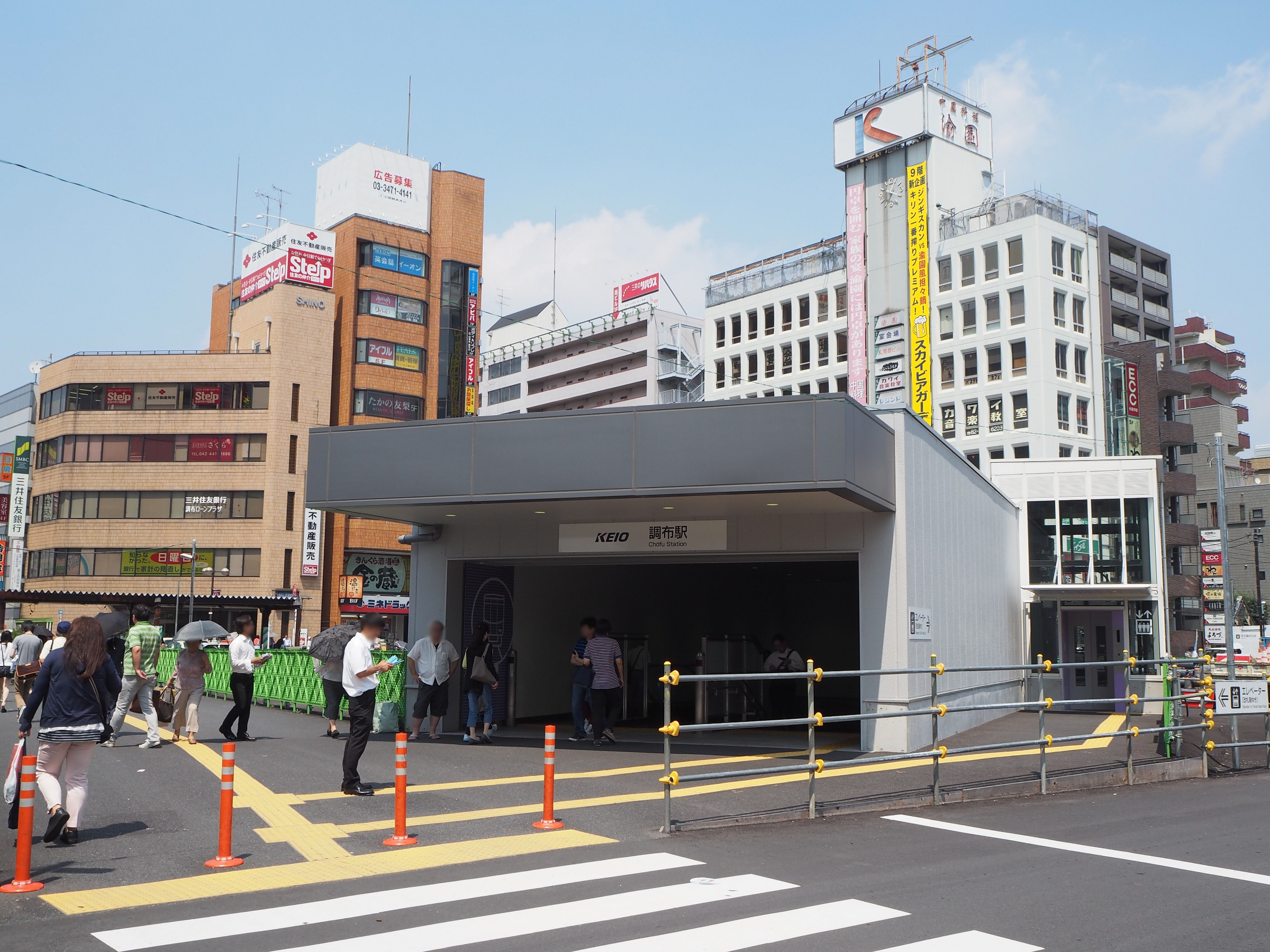
広場口外観（2015年7月）
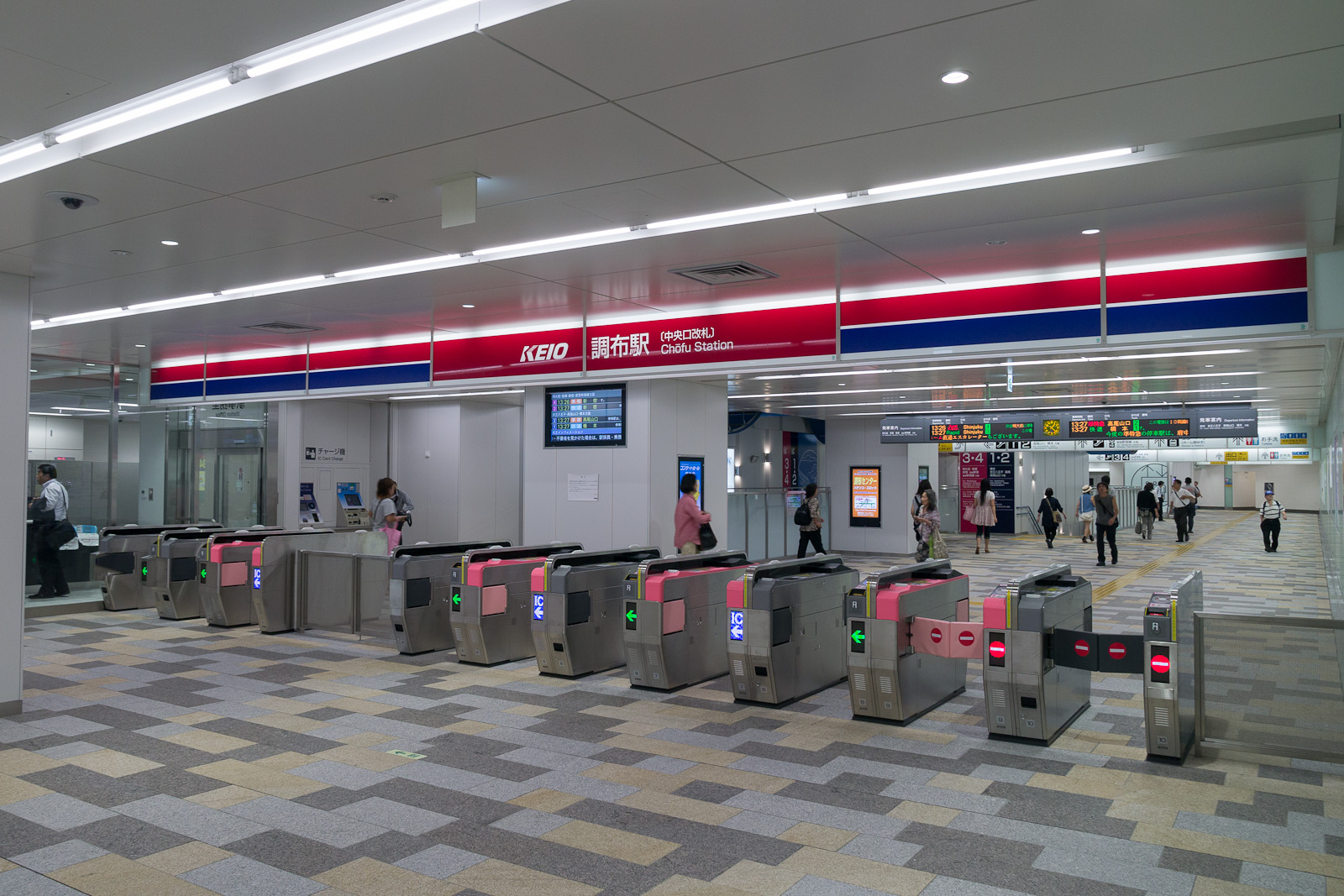
中央口改札（2012年10月）
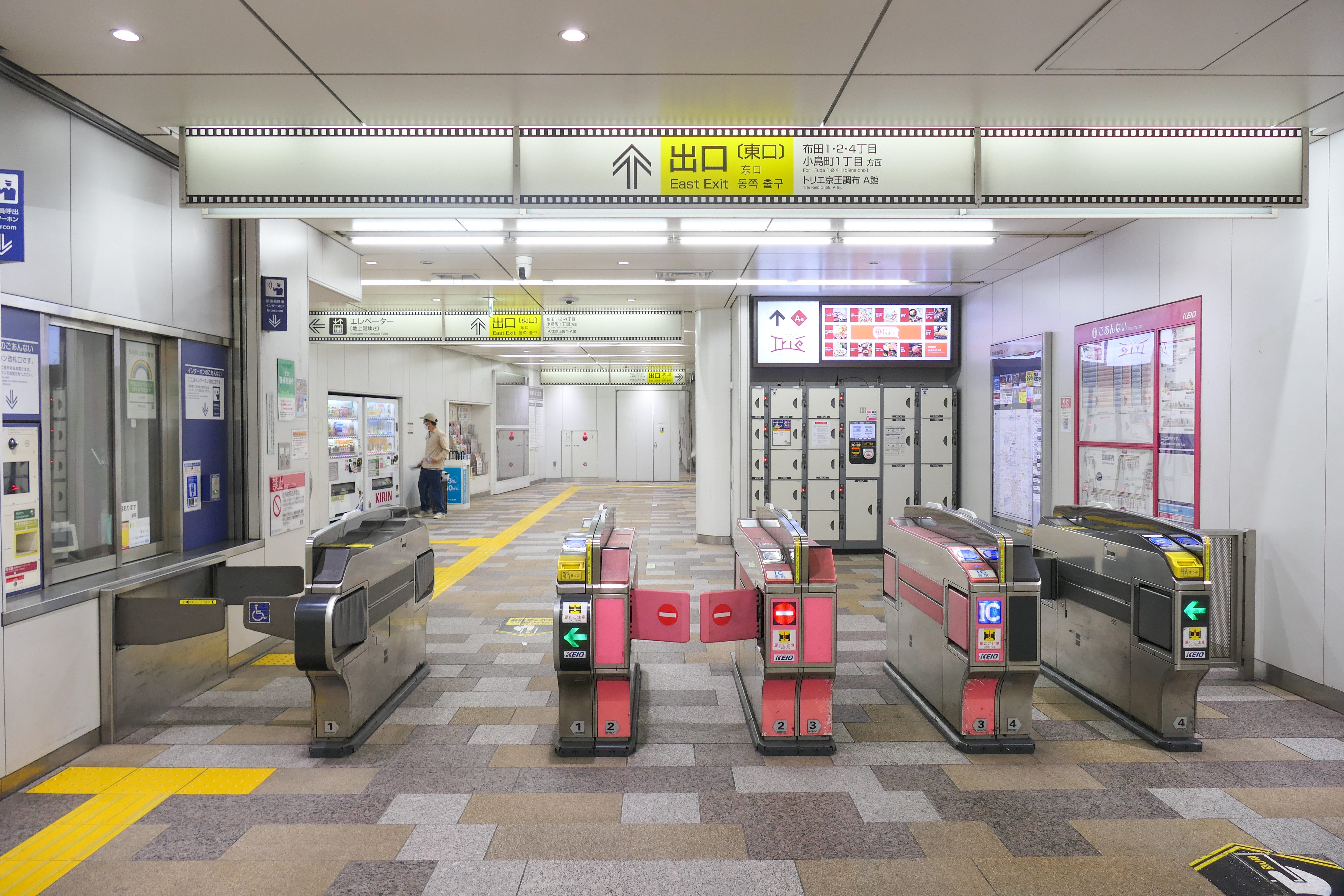
東口改札（2023年4月）
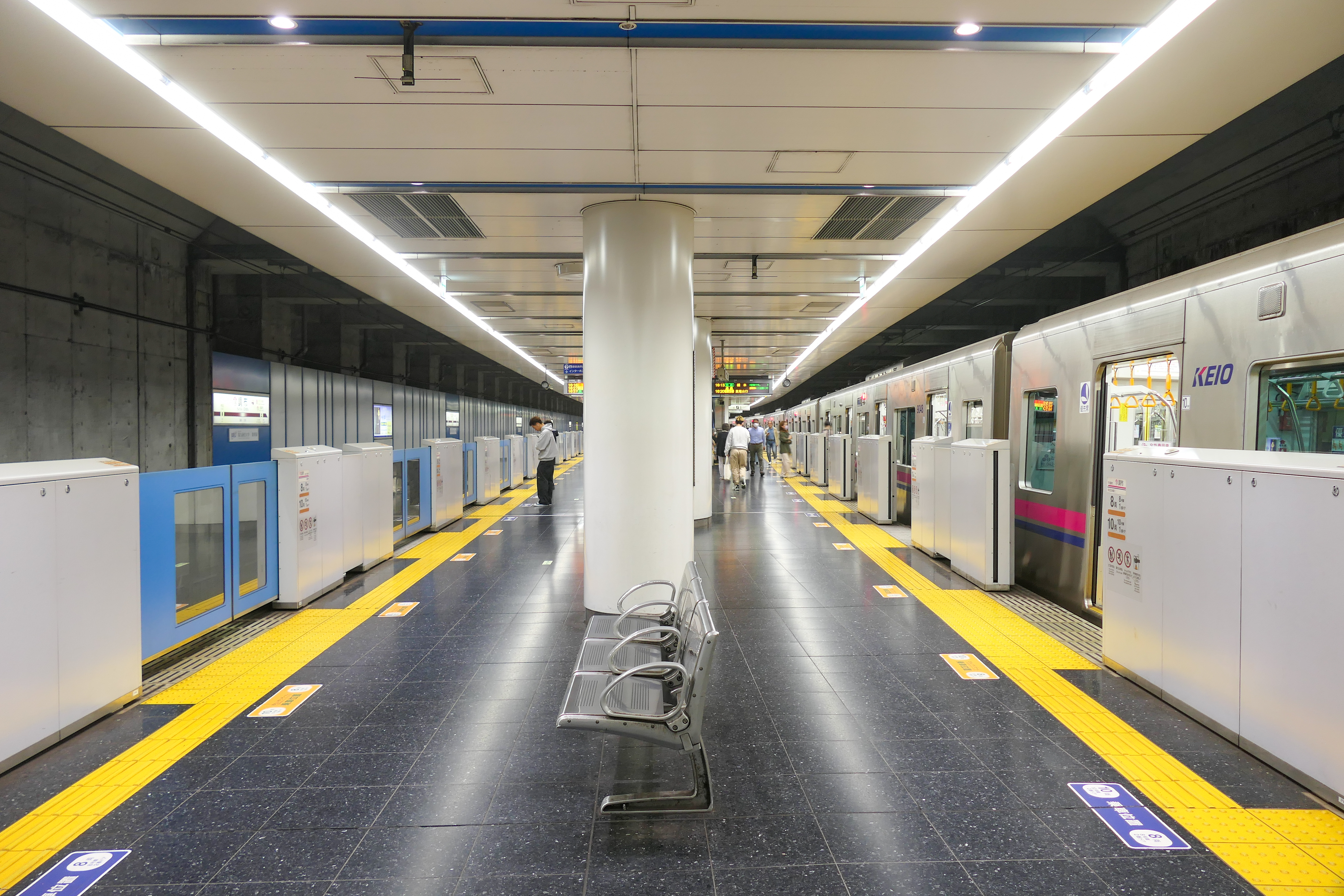
1・2番線ホーム（2023年4月）
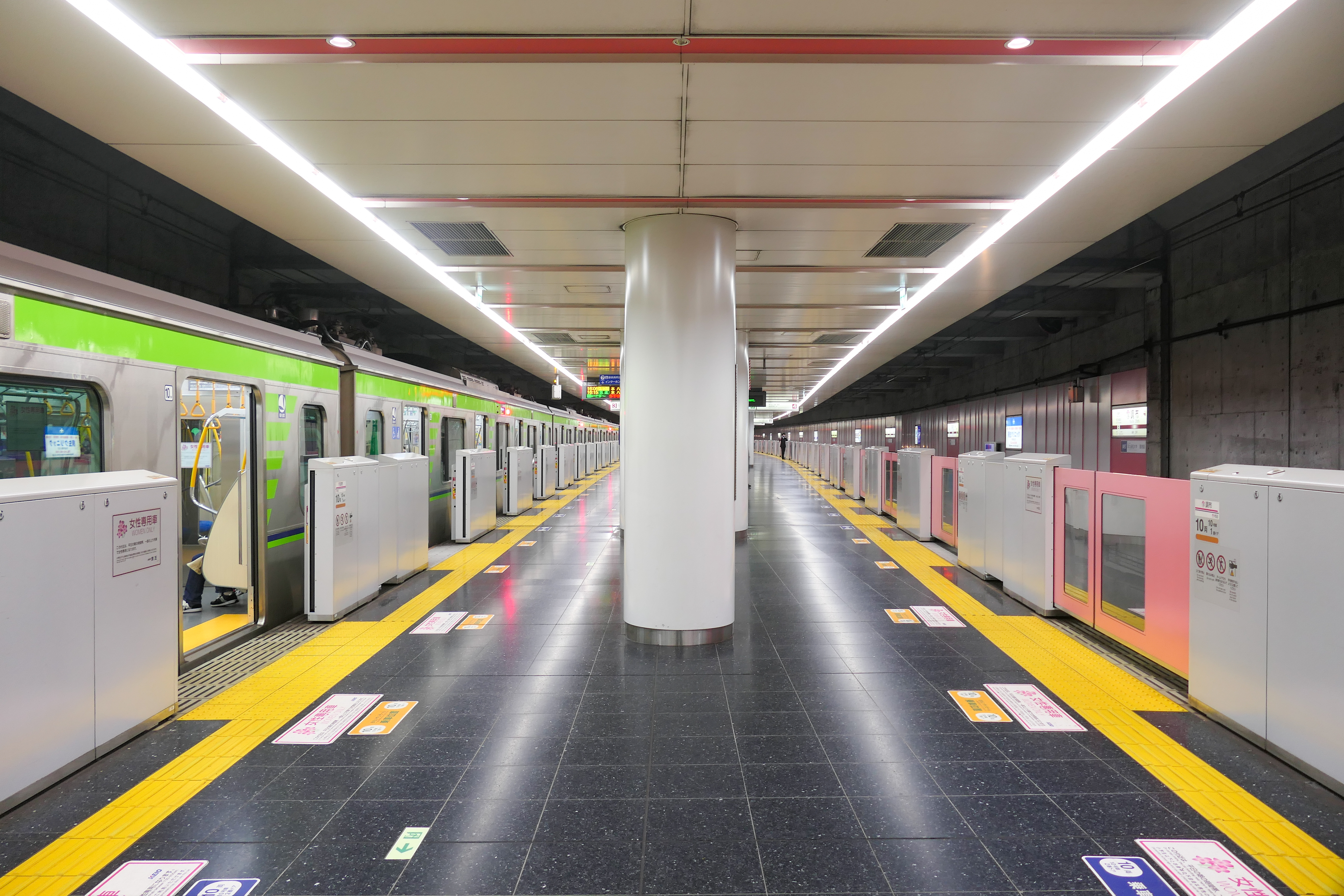
3・4番線ホーム（2023年4月）
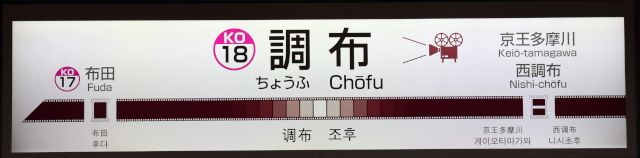
フィルムをイメージしたデザインの駅名標（2018年2月24日）

### 地上駅時代
2012年8月18日までは島式ホーム2面4線を有する地上駅であった。
| 番線 | 路線      | 方向 | 行先                                   | 備考                     |
| ---- | --------- | ---- | -------------------------------------- | ------------------------ |
| 1    | ■相模原線 | 下り | 京王多摩センター・橋本方面             |                          |
| 1    | ■京王線   | 下り | 京王八王子・高尾山口・多摩動物公園方面 | 待避線                   |
| 2    | ■京王線   | 下り | 京王八王子・高尾山口・多摩動物公園方面 | 本線                     |
| 3    | ■京王線   | 上り | 新宿・ 都営新宿線方面                  | 相模原線からの直通・本線 |
| 4    | ■京王線   | 上り | 新宿・ 都営新宿線方面                  | 待避線                   |

このうち、相模原線への列車は1番線、相模原線からの列車は3番線にしか発着できず、相模原線直通列車同士の緩急接続は不可能であった。相模原線からの上り列車が3番線に在線している場合、京王線の上り列車は4番線へ入線していた。
改札口は南口と東口は地下に、北口は地上の駅舎内にあったが、当駅付近の連続立体交差事業の進捗に伴い、2008年9月14日より全て仮橋上駅舎上となり、北口と南口を統合して中央口とした。北口以外は終電を前に閉鎖されていたが（東口は21時15分、南口は0時10分）、2006年6月中旬からは東口が7時から、北口・南口は始発時点から開き、全ての改札口が終電まで開くようになった。その後、東口も中央口と同様に始発から終電まで開けるようになった。東口が終電前に閉鎖されていた時は連絡通路も閉鎖されたため、上りホームと下りホームとの移動は南口と北口を結ぶ通路を経由するしかなかった。
ホームからは東口に通じる階段が1か所、中央口に通じる階段が2か所存在し、ホーム間の乗り換えにはいずれかの通路を使う必要があった。東口への通路と中央口を結ぶ通路はつながっていなかった。また、仮橋上駅舎使用開始に伴い、各ホームにエレベーターが設置された。自動精算機は中央口にのみ設置されていた。

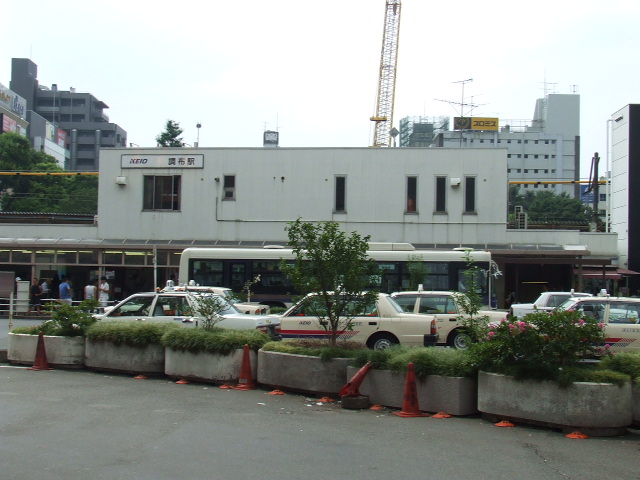
2008年9月までの北口駅舎
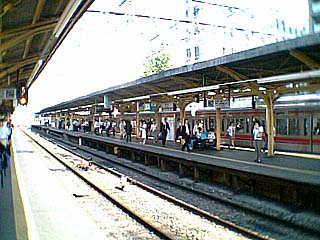
旧地上ホーム（2004年7月）
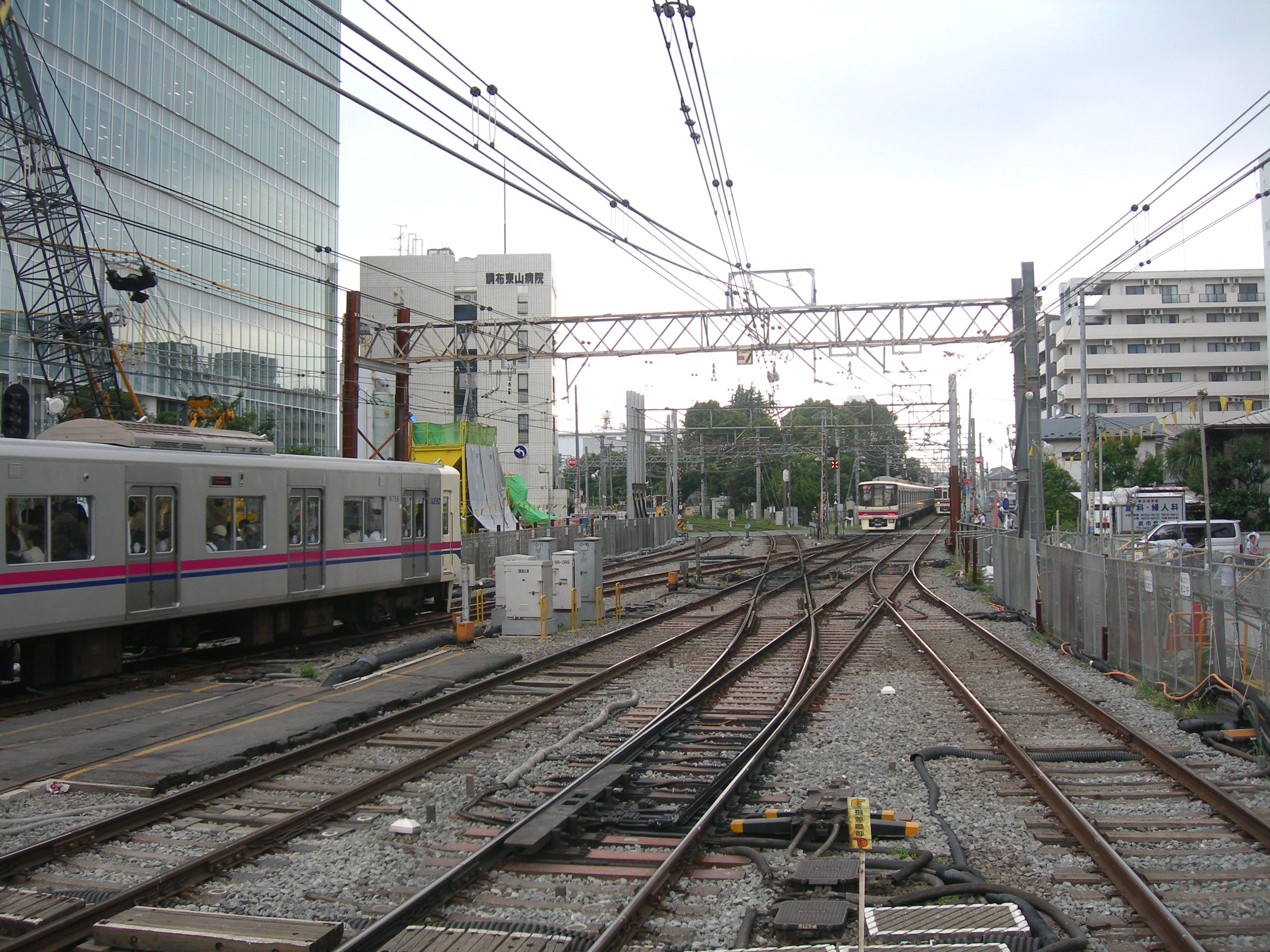
駅西側の配線（左側が相模原線橋本方面、右側が京王線府中方面）

### 連続立体交差事業
京王線の線路が調布市内を南北に分断しており、社会・経済活動の大きな障害となっていた。調布市によれば、当初は高架化による連続立体交差事業計画があったが、当時はまだ環境整備が十分でなく、1975年（昭和50年）にいったん断念したという経緯があった。第6代調布市長であった吉尾勝征の在任中、事業主体となる東京都や京王電鉄との協議を経て、1998年（平成10年）に国が京王線調布駅付近連続立体交差事業を採択。2002年（平成14年）2月に連続立体交差計画の地下化への都市計画変更を果たした。
当駅が地上駅であった頃、京王線と相模原線は平面交差していたため、相模原線の上り列車が到着中には京王線の下り列車を発車させることができなかったなど、長年ダイヤ設定上のネックとなっていた。また当駅を発着する1時間あたりの上り列車本数は平日7時台で28本、日中でも21本（当駅始終着3本を含む）と他路線よりも比較的多い。
当駅西側にあった調布1号踏切をはじめとする沿線の踏切は遮断機が降りている時間が長く、また朝ラッシュ時には後続の列車が踏切上で入線待ちをするなど、いわゆる「開かずの踏切」状態となっていたため、慢性的な交通渋滞が発生していた。
2路線の平面交差の解消、踏切による渋滞緩和などを目的に、路線の移設工事と駅舎の建て替えが行われている。2004年9月に着工し、2012年8月に地下駅の供用を開始したことは前記した。
原状回復や周辺整備などの付帯工事を含め、2014年度に竣工した。当駅周辺には大規模な代替用地がないため、地下化工事にあたっては、地上路線直下の限られたスペースで行われ、工事帯の確保に苦労を強いられた。
2012年8月19日から、地下駅舎供用開始にともない国領駅・布田駅とともに、京王電鉄および京王線では初となるホームドアが設置された。また地下化に合わせて、改札階から上りホームへ直通するエスカレーターが設置された。
同日、柴崎駅 - 西調布駅・京王多摩川駅間が地下線に切り替えられ、調布1号踏切を含む18か所の踏切は廃止された。
また同日より列車接近メロディとして、連続テレビ小説『ゲゲゲの女房』の主題歌であるいきものがかりの『ありがとう』が起用されている。

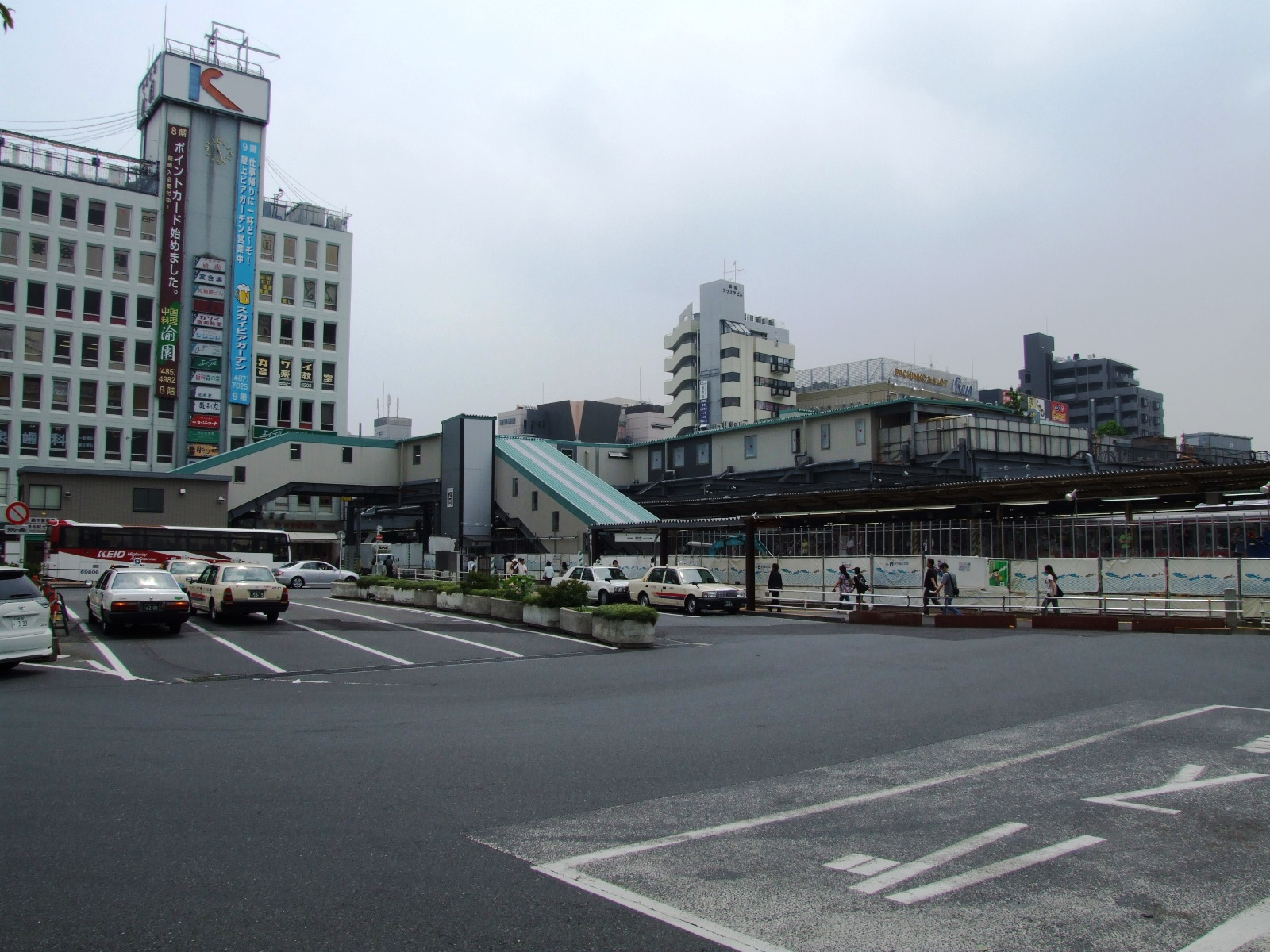
仮設北口駅舎（2009年6月13日）
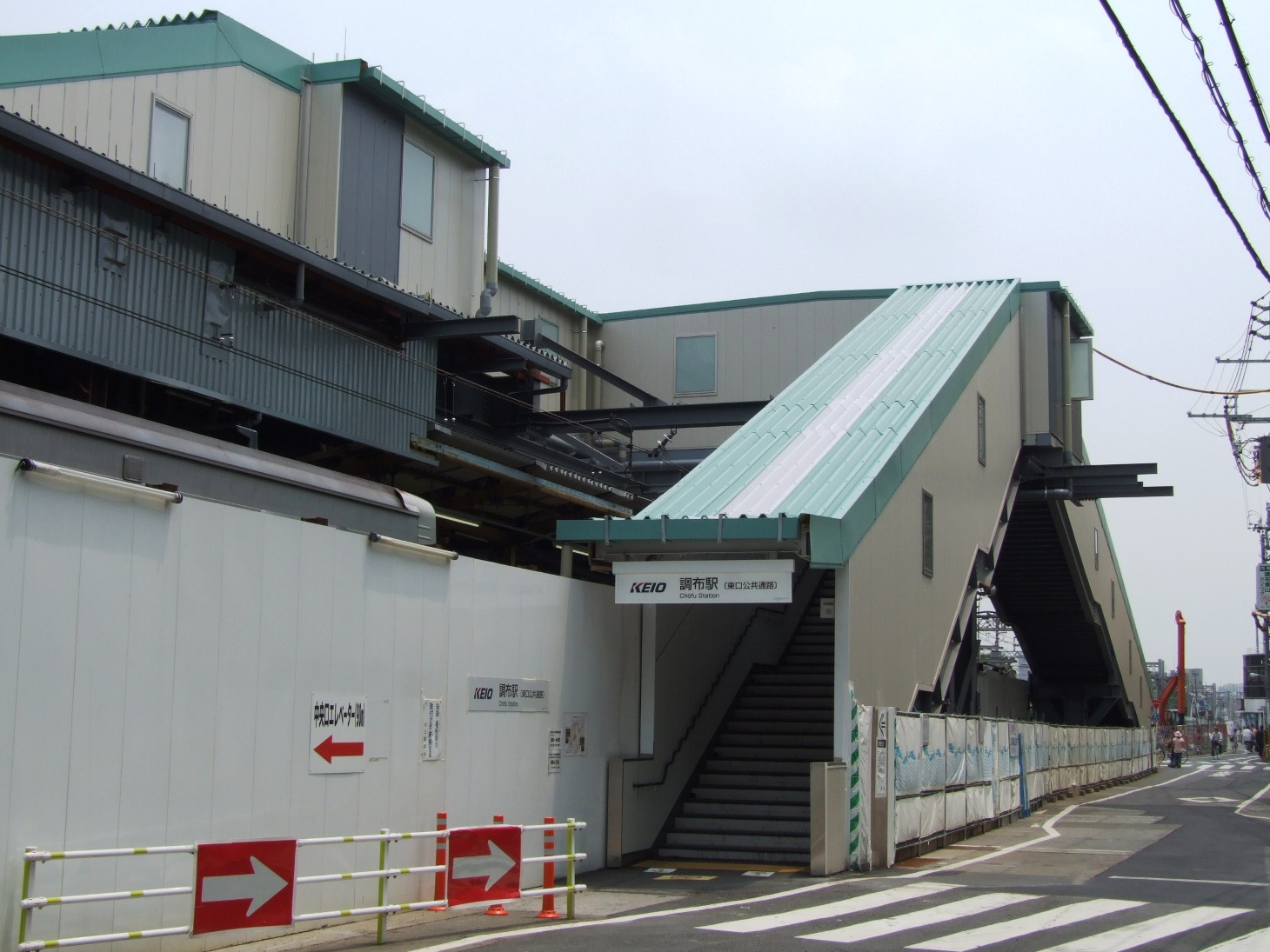
仮設東口駅舎（2009年6月13日）
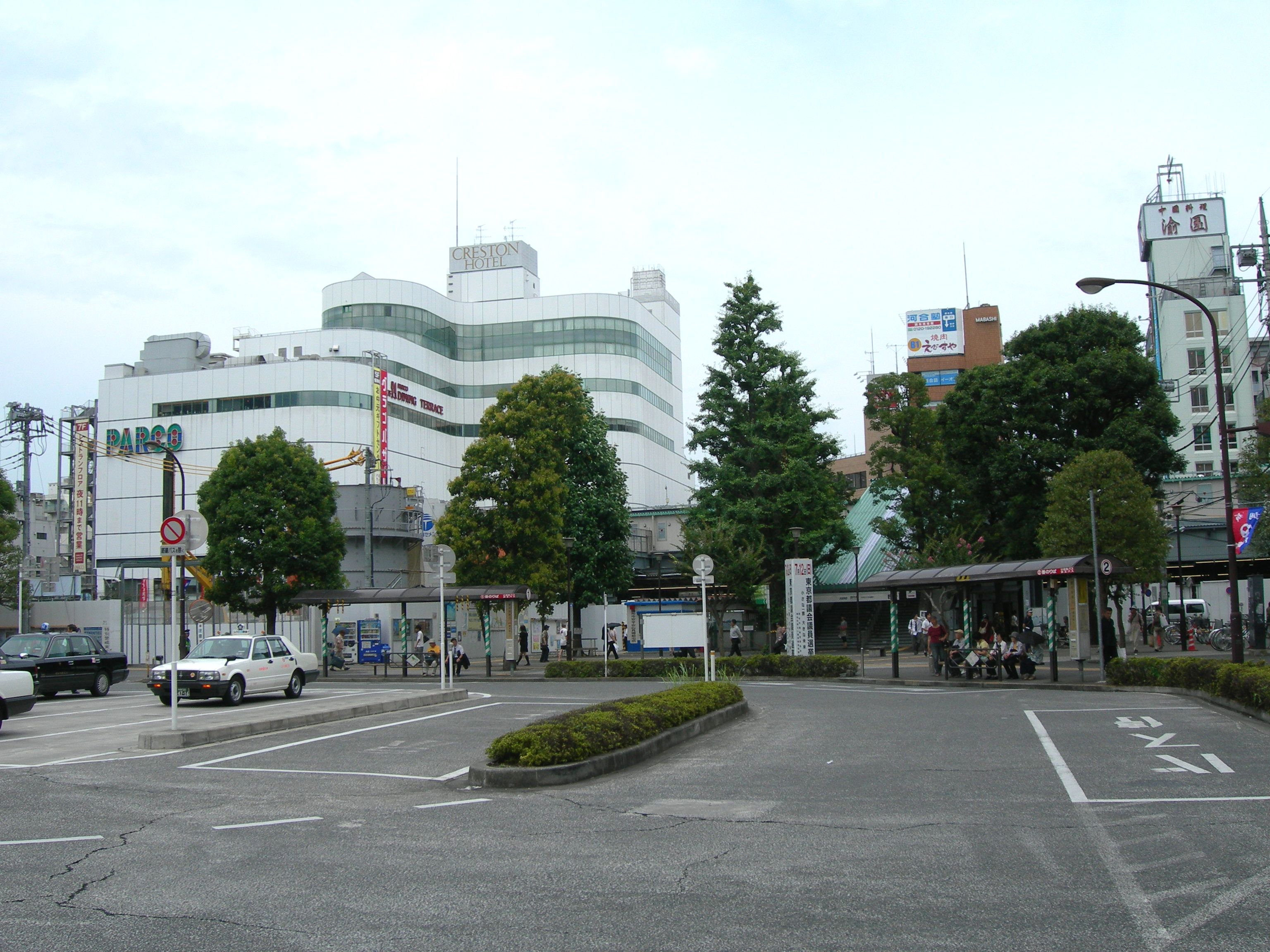
仮設橋上駅舎（南口）（2009年7月9日）

### 地下化後の状況
地上時代には調布止まりの上り列車があり、列車は調布駅到着後に新宿側本線上で折返しをしていた。一方で地下化後には当駅付近に折り返し設備は設置されておらず、上り電車の折返しはつつじヶ丘駅で行うようになった。地下化直後の暫定ダイヤでは、調布終着の上り電車および調布始発の下り電車は、調布駅 - つつじヶ丘駅間を回送していた。
2013年2月のダイヤ改定後に、上り方面に設定された「快速つつじヶ丘行」は、快速の停車駅を調布以西の各駅に変更した上で、当駅止まりであった各駅停車の営業運転をつつじヶ丘駅まで延長し（ただし調布駅 - つつじヶ丘駅間の途中駅は通過）、同駅で片渡り線を使用して折り返し、下りはつつじヶ丘 - 調布間を回送した上で再び当駅から下り各駅停車として営業運転を行っている。
その他大多数の列車は、新宿駅 - 橋本駅・京王八王子駅・高尾山口駅間を直通して運転しており、当駅発着の相模原線内の区間列車は、上りの土休日ダイヤにおける最終列車1本のほかは、下りの早朝と深夜の数本のみである。

## 利用状況
2024年度の1日平均乗降人員は118,575人である。京王電鉄の駅では新宿駅、渋谷駅、吉祥寺駅に次いで4番目に多く、京王電鉄単独の駅では最多となっている。
近年の1日平均乗降人員及び乗車人員の推移は下表の通りである。
| 年度               | 1日平均 乗降人員 | 1日平均 乗車人員 | 出典     |
| ------------------ | ---------------- | ---------------- | -------- |
| 1955年（昭和30年） | 11,510           |                  |          |
| 1960年（昭和35年） | 20,368           |                  |          |
| 1965年（昭和40年） | 38,239           |                  |          |
| 1970年（昭和45年） | 57,506           |                  |          |
| 1975年（昭和50年） | 74,157           |                  |          |
| 1980年（昭和55年） | 76,584           |                  |          |
| 1985年（昭和60年） | 83,156           |                  |          |
| 1990年（平成02年） | 100,607          | 50,422           | [ * 2 ]  |
| 1991年（平成03年） |                  | 52,306           | [ * 3 ]  |
| 1992年（平成04年） |                  | 52,951           | [ * 4 ]  |
| 1993年（平成05年） |                  | 52,778           | [ * 5 ]  |
| 1994年（平成06年） |                  | 53,430           | [ * 6 ]  |
| 1995年（平成07年） | 106,933          | 53,811           | [ * 7 ]  |
| 1996年（平成08年） |                  | 54,301           | [ * 8 ]  |
| 1997年（平成09年） | 106,859          | 54,321           | [ * 9 ]  |
| 1998年（平成10年） | 106,825          | 54,342           | [ * 10 ] |
| 1999年（平成11年） | 106,189          | 53,432           | [ * 11 ] |
| 2000年（平成12年） | 106,259          | 43,926           | [ * 12 ] |
| 2001年（平成13年） | 108,354          | 53,915           | [ * 13 ] |
| 2002年（平成14年） | 107,681          | 53,559           | [ * 14 ] |
| 2003年（平成15年） | 108,164          | 53,623           | [ * 15 ] |
| 2004年（平成16年） | 108,438          | 53,816           | [ * 16 ] |
| 2005年（平成17年） | 109,956          | 54,219           | [ * 17 ] |
| 2006年（平成18年） | 110,723          | 54,326           | [ * 18 ] |
| 2007年（平成19年） | 114,647          | 56,552           | [ * 19 ] |
| 2008年（平成20年） | 116,432          | 57,616           | [ * 20 ] |
| 2009年（平成21年） | 115,654          | 57,268           | [ * 21 ] |
| 2010年（平成22年） | 114,906          | 56,926           | [ * 22 ] |
| 2011年（平成23年） | 113,423          | 56,101           | [ * 23 ] |
| 2012年（平成24年） | 113,385          | 44,479           | [ * 24 ] |
| 2013年（平成25年） | 115,061          | 56,953           | [ * 25 ] |
| 2014年（平成26年） | 115,238          | 57,058           | [ * 26 ] |
| 2015年（平成27年） | 117,781          | 58,257           | [ * 27 ] |
| 2016年（平成28年） | 119,639          | 59,277           | [ * 28 ] |
| 2017年（平成29年） | 125,624          | 62,266           | [ * 29 ] |
| 2018年（平成30年） | 129,968          | 64,521           | [ * 30 ] |
| 2019年（令和元年） | 130,065          | 64,445           | [ * 31 ] |
| 2020年（令和02年） | 90,372           | 44,707           | [ * 32 ] |
| 2021年（令和03年） | 98,916           | 49,622           | [ * 33 ] |
| 2022年（令和04年） | 109,110          |                  |          |
| 2023年（令和05年） | 115,507          |                  |          |
| 2024年（令和06年） | 118,575          |                  |          |

## 駅周辺
駅前には北口・南口ともロータリーがあり、多数の路線バスが発着する。地下へ移された駅や線路の跡地では「トリエ京王調布」（後述）が建設されたほか、調布市が2025年度完成を目指してロータリー拡張など再開発を進めている。

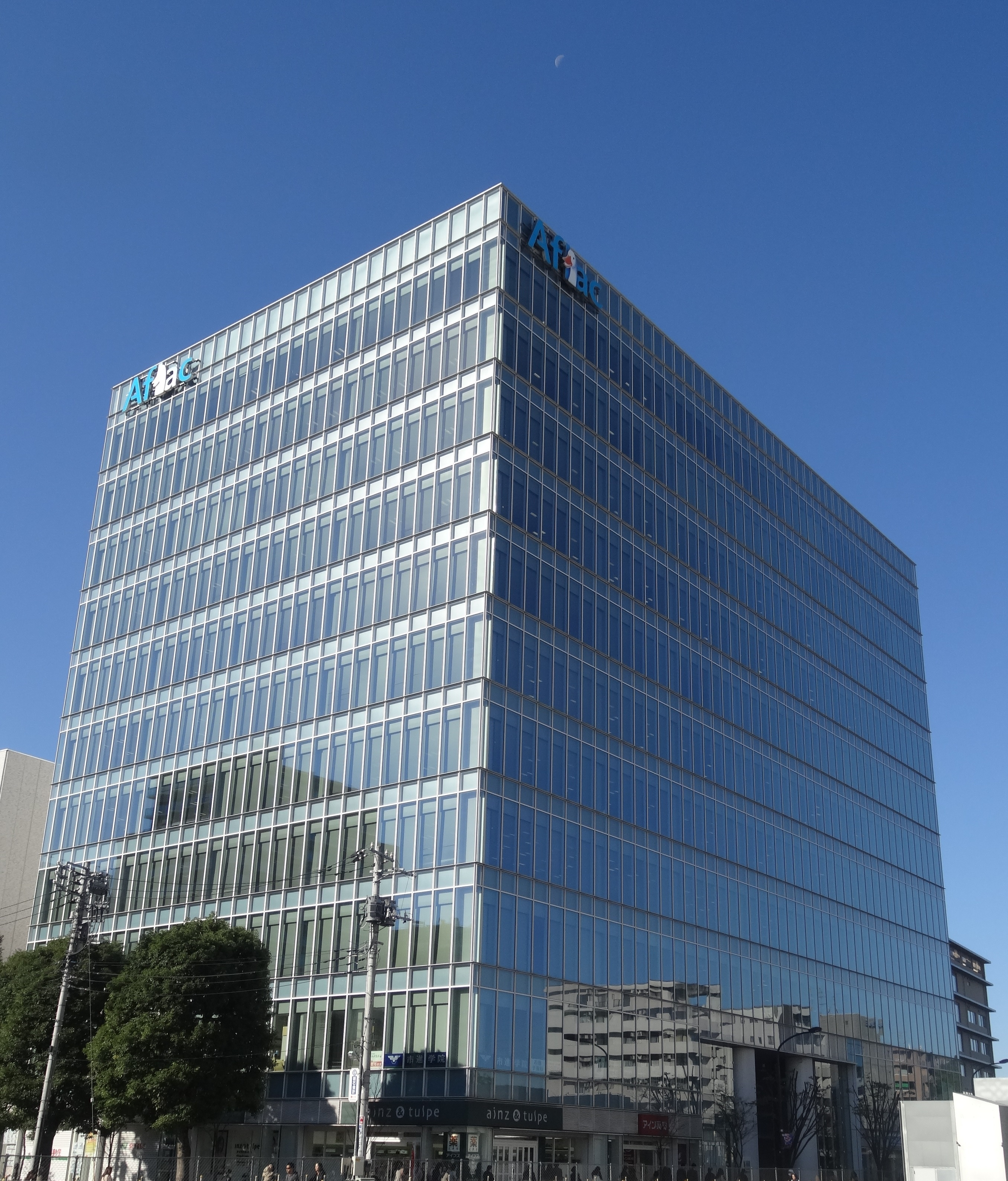
トリエ京王調布サウスゲート
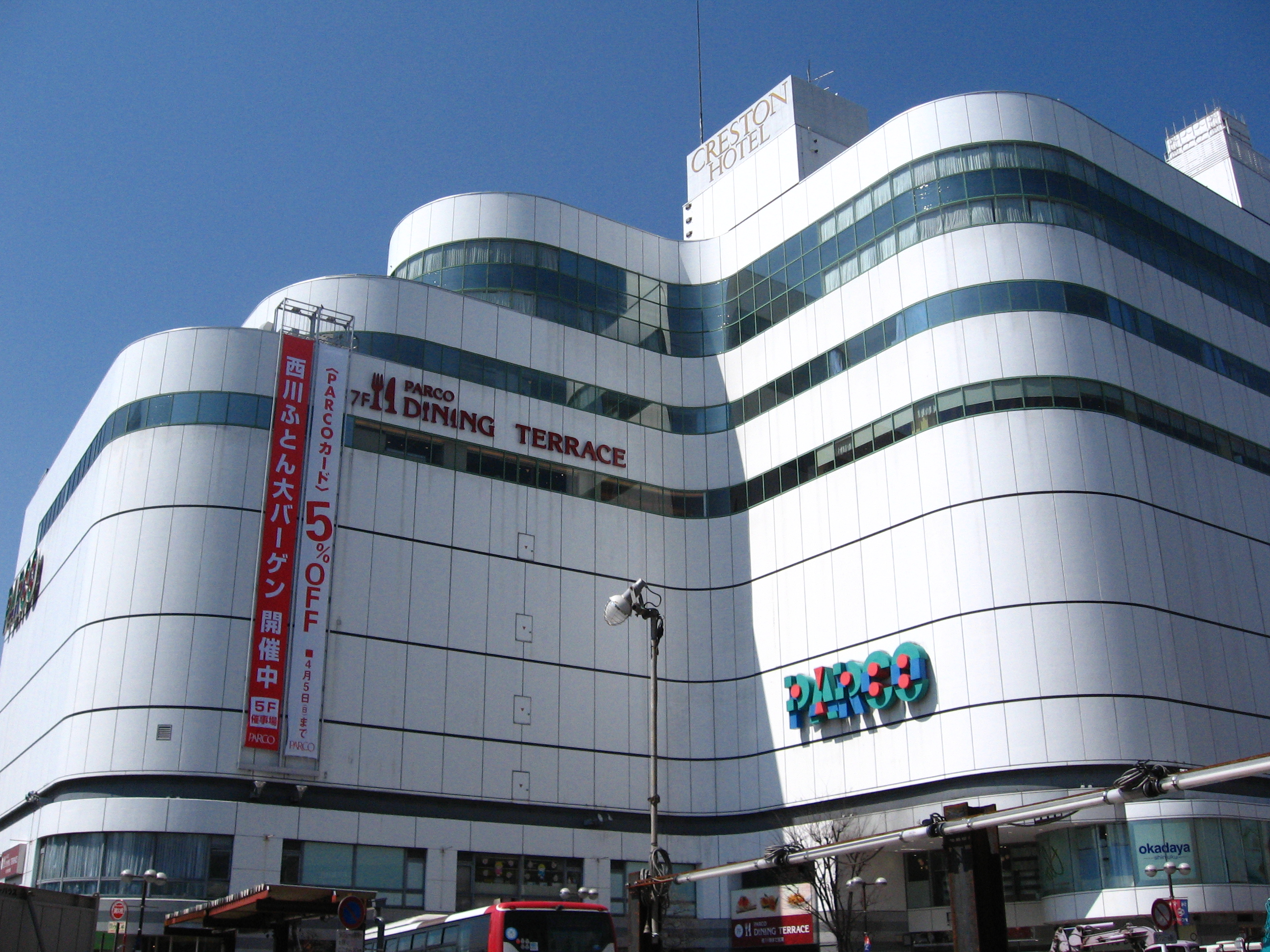
調布PARCO
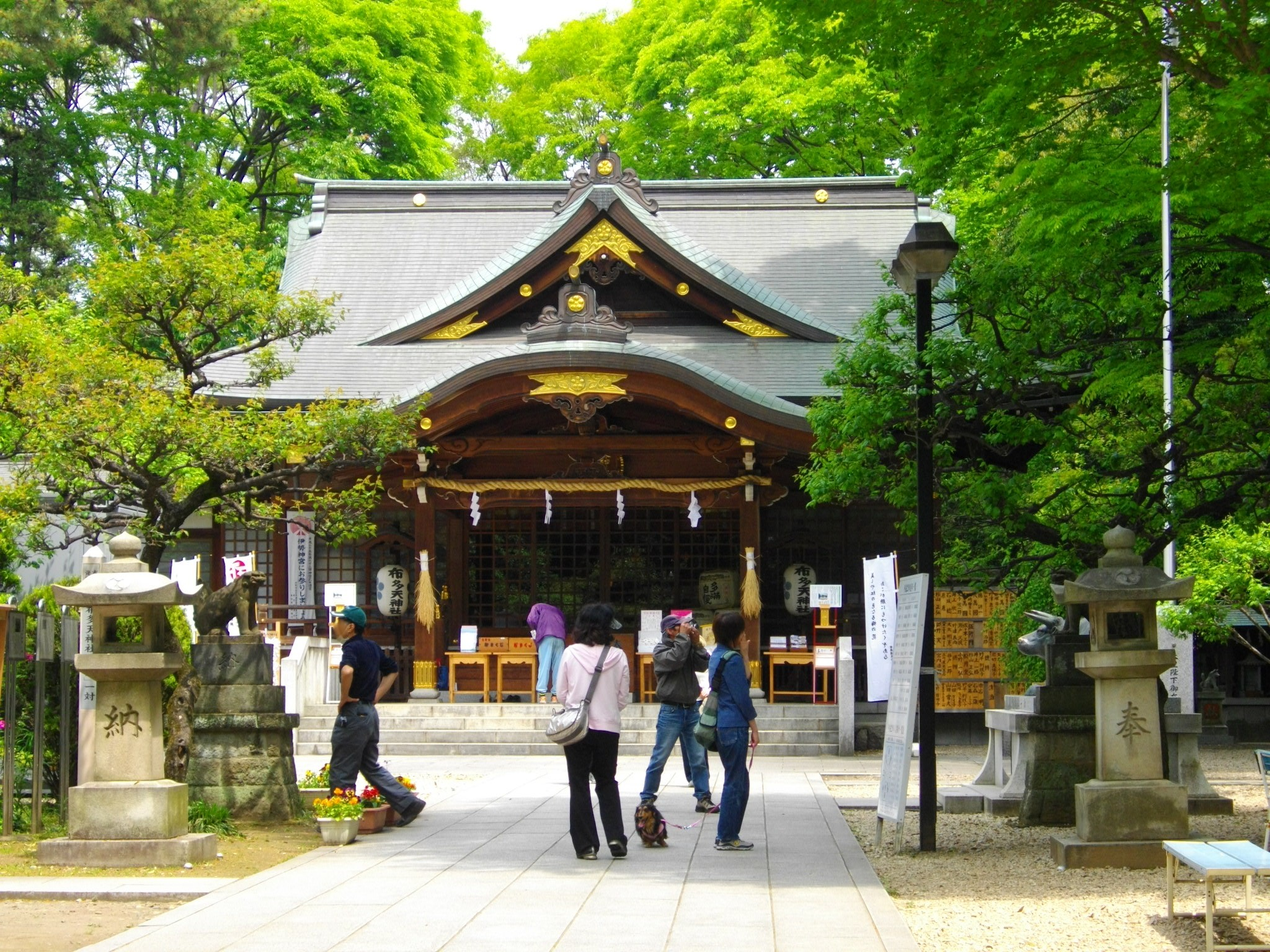
布多天神社
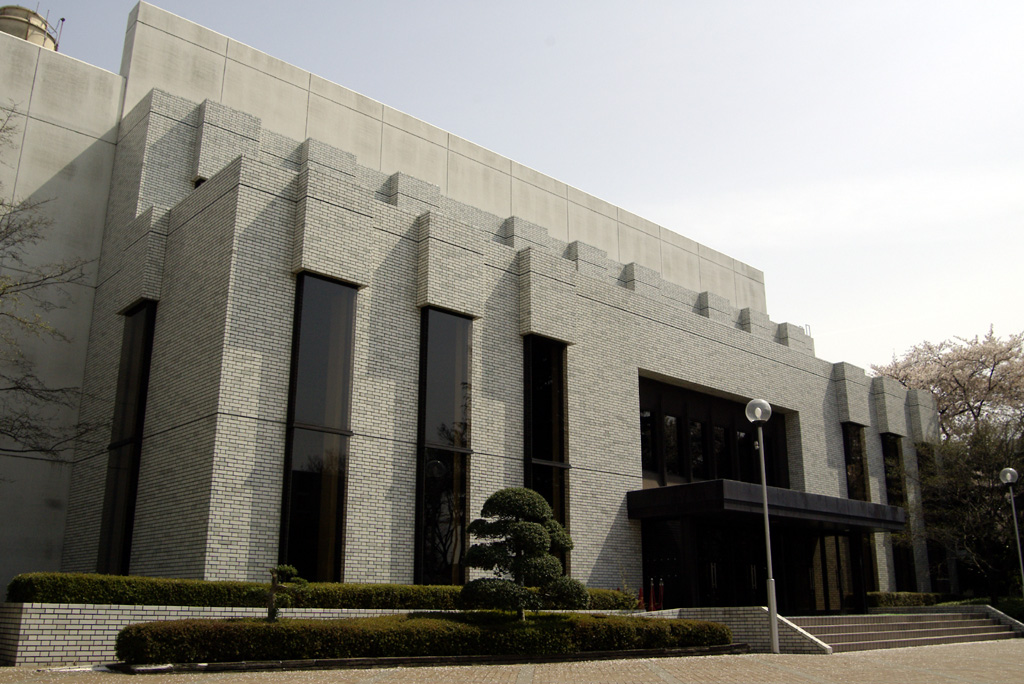
電気通信大学

### 北口
- 調布パルコ
  - 北野エース
  - 富澤商店
  - ABCマート
  - 山野楽器
  - パルコブックセンター
  - ノジマ
  - キャンドゥ
  - サンドラッグ
  - 3COINS+plus
  - 無印良品
  - ユニクロ
  - 調布クレストンホテルほか
- 西友調布店
  - ドン・キホーテ
  - セリア
  - ココカラファインほか
- オーケー調布店
- マルエツ調布店
  - ダイソー
  - サンドラッグほか
- 業務スーパー調布小島町店
- まいばすけっと調布東口店
- 真光書店
- 調布銀座
- 天神通り
- 布多天神社
- 鬼太郎茶屋
- 鬼太郎ひろば
- 水木プロダクション
- 京王メモリアル調布
- 三井住友銀行調布駅前支店
- りそな銀行調布支店
- みずほ銀行調布支店
- 東京三協信用金庫調布支店
- 多摩信用金庫調布北口支店
- 電気通信大学
- 桐朋学園大学音楽学部調布キャンパス
- 調布市立第一小学校
- 東京都立調布特別支援学校
- 調布駅前郵便局
- 調布消防署 東京消防庁第八消防方面本部
- 調布飛行場 - 北口より小田急バス
- メガロス 調布店

### 南口
- 調布とうきゅう
  - サンドラッグ
  - ダイソー
  - ファッションセンターしまむらほか
- オオゼキ調布店
- 洋服の青山
- TSUTAYA
- 調布東山病院
- 調布市役所
- 調布市グリーンホール
  - 調布市総合福祉センター
- 調布市文化会館たづくり
  - 調布市立中央図書館
  - くすのきホール
  - むらさきホール
  - 調布エフエム放送
- 調布市役所前郵便局
- 調布警察署 調布駅前交番
- 調布サウスゲートビル
- 横浜銀行調布支店
- 三菱UFJ銀行調布支店・調布南支店
- BOOKOFF 調布駅南口店
- ホテルリブマックスBUDGET調布駅前

### 駅直上
- トリエ京王調布[1][11]
  - 成城石井・京王百貨店・ジーユー・Standard Products・ハンズ ビー・くまざわ書店
  - ビックカメラ[1][12]
  - イオンシネマ シアタス調布[1][13]
  - 京王アートマン他

## バス路線
当駅には、広場口南側（南口）と広場口北側（北口）のそれぞれにバスターミナルがある。「北口」「南口」の名称は地上駅時代に改札口が分かれていた頃の名残。

### 調布駅南口
南口には京王バス・小田急バスが乗り入れる。2024年3月9日までは神奈川中央交通も乗り入れていた。また、北口の停留所との重複を避けるため、南口停留所の乗り場番号は「1桁」となっている。
南口のバスロータリーは1995年（平成7年）に取り壊された調布市中央公民館の跡地を利用して新設された。それまでは折り返しができるU字路のみが存在し、バス乗り場もそこに並んでいた。2024年10月16日には広場拡張によって一部乗り場が変更されており、2025年夏頃に工事が完了する予定。
各路線の詳細は営業所記事を参照のこと。
- 京王バス（京王）：調布営業所
- 小田急バス（小田急）：狛江営業所（D）・新百合ヶ丘営業所（F）

| 乗場 | 系統 | 主要経由地                                           | 行先               | 運行事業者   | 備考                                        |
| ---- | ---- | ---------------------------------------------------- | ------------------ | ------------ | ------------------------------------------- |
| 1番  | 調11 | 染地通り・住宅北口・西和泉・調布第三中学校・染地公園 | 多摩川住宅循環     | ■京王        | 午前便                                      |
| 1番  | 調12 | 染地公園・調布第三中学校・西和泉・住宅北口・染地通り | 多摩川住宅循環     | ■京王        | 午後便                                      |
| 1番  | 調11 | 染地公園・調布第三中学校・西和泉                     | 住宅北口           | ■京王        | 夜間2本のみ                                 |
| 1番  | 調41 | 染地公園                                             | 調布第三中学校     | ■京王        | 夜間1本のみ                                 |
| 2番  | 丘31 | 慈恵第三病院・狛江駅北口                             | つつじヶ丘駅南口   | ■京王        |                                             |
| 2番  | 成04 | 慈恵第三病院・仙川駅入口                             | 成城学園前駅西口   | ■小田急（D） |                                             |
| 3番  | 玉08 | 慈恵第三病院・狛江駅北口                             | 二子玉川駅         | ■小田急（D） |                                             |
| 3番  | 渋26 | 慈恵第三病院・狛江駅北口・三軒茶屋                   | 渋谷駅             | ■小田急（D） | 1日2本のみ                                  |
| 3番  |      | 慈恵第三病院                                         | 狛江駅北口         | ■小田急（D） |                                             |
| 3番  |      | 慈恵第三病院                                         | 狛江営業所         | ■小田急（D） |                                             |
| 3番  | 柿24 | 矢野口駅・稲城市役所                                 | 柿生駅北口         | ■小田急（F） | 休日1本のみ。若葉台駅ロータリーを経由する。 |
| 4番  | 調21 | 矢野口駅・南多摩駅                                   | 稲城市立病院       | ■京王        | 土曜1本のみ                                 |
| 4番  | 調43 | 調布市ミニバス（西路線、京王多摩川駅経由）           | 飛田給駅北口       | ■京王        |                                             |
| 4番  | 調43 | 調布市ミニバス（西路線、京王多摩川駅経由）           | 地域福祉センター   | ■京王        | 平日夜間2本のみ                             |
| 4番  | 調51 |                                                      | 車返団地折返場     | ■京王        | 朝2本のみ                                   |
| 4番  | 調01 | 調布車庫前                                           | 多摩川住宅中央循環 | ■京王        | 土曜朝1本のみ                               |

- 深夜急行バス 渋谷駅→調布駅南口・府中駅（京王） ※降車のみ
- 深夜急行バス 新宿駅西口→調布駅南口・府中駅（京王） ※降車のみ
- 明治大学付属明治高等学校・中学校へのスクールバスも発着する。

### 調布駅北口
北口には、京王バス・小田急バス・東京空港交通（通称「リムジンバス」）・京成バス千葉ウエストが乗り入れる。南口停留所との重複を避けるため、北口停留所の乗り場番号は10番台になっている。
調布駅前広場整備工事の進捗にあわせて段階的に乗り場が変更されており、整備前と比較して乗り場の位置が異なる。かつては降車場がロータリー外の路肩に存在したが、ロータリーの拡幅によりロータリー内に移動して廃止された。
北口のバスロータリーは初期は東側の半分の大きさで、その後に調布パルコが建造される際に西側が拡幅されて現在の大きさになった。北口ロータリーが存在する以前は鶴川街道の踏切を渡って南口のバス乗り場を終点とするか、一部の路線は調布銀座の西方にある調布停留所を終点としていた。
各路線の詳細は営業所記事を参照のこと。
- 京王バス（京王）：調布営業所
- 小田急バス（小田急）：吉祥寺営業所（A）・世田谷営業所（B）・武蔵境営業所（C）・狛江営業所（D）
- 東京空港交通
- 京成バス千葉ウエスト（京成）

| 乗場 | 系統                     | 主要経由地                                     | 行先                | 運行事業者                                             | 備考                                                          |
| ---- | ------------------------ | ---------------------------------------------- | ------------------- | ------------------------------------------------------ | ------------------------------------------------------------- |
| 11番 | 調34                     | 八雲台・神代植物公園                           | 深大寺              | ■京王                                                  | 循環バス                                                      |
| 11番 | 鷹66                     | 八雲台・三鷹市役所前・下連雀                   | 三鷹駅南口          | ■京王                                                  |                                                               |
| 11番 | 鷹61                     | 八雲台・晃華学園・杏林大学病院前・三鷹市役所前 | 三鷹駅南口          | ■小田急（A）                                           |                                                               |
| 11番 | 吉14                     | 八雲台・三鷹市役所前・下連雀                   | 吉祥寺駅（※）       | ■小田急（A）                                           |                                                               |
| 12番 | 吉05                     | 杏林大学病院前・新川                           | 吉祥寺駅（※）       | ■小田急（A）                                           | 1日2本のみ                                                    |
| 12番 | 吉06                     | 神代植物公園前・新川                           | 吉祥寺駅（※）       | ■小田急（A）                                           |                                                               |
| 12番 | 調31                     | 神代植物公園前・野崎八幡・天文台前             | 調布駅北口          | ■小田急（C）                                           | 夜間2本のみ（循環）                                           |
| 12番 | 調32                     | 神代植物公園前・野崎八幡                       | 武蔵境営業所        | ■小田急（C）                                           | 平日深夜1本のみ                                               |
| 12番 | 鷹56                     | 神代植物公園前                                 | 三鷹駅南口          | ■小田急（C）                                           |                                                               |
| 12番 | 鷹56                     | 神代植物公園前                                 | 塚                  | ■小田急（C）                                           | 平日・土曜3本、日曜・祝日2本のみ                              |
| 13番 | 調29                     | 急行                                           | 味の素スタジアム    | ■京王                                                  | イベント開催時のみ                                            |
| 13番 | 調33                     | 飛田給駅北口                                   | 多磨駅              | ■京王                                                  | 1日1本のみ                                                    |
| 13番 | 調39                     | 布田駅                                         | 調布車庫前          | ■京王                                                  | 平日1本のみ                                                   |
| 13番 | 武91                     | 自動車試験場・前原町                           | 武蔵小金井駅南口    | ■京王                                                  |                                                               |
| 13番 | 季節運行                 | 笹塚駅                                         | 新宿駅西口          | ■小田急（B）                                           | よみうりランド始発。6/1～6/30の日曜のみ。1989年までは宿50系統 |
| 13番 | 境91                     | 国領駅・慈恵第三病院前                         | 狛江駅北口          | ■小田急（D）                                           | 武蔵境駅南口始発                                              |
| 13番 | 境91                     | 国領駅・慈恵第三病院前                         | 狛江営業所          | ■小田急（D）                                           | 武蔵境駅南口始発                                              |
| 14番 | 境91                     | 天文台前・大沢                                 | 武蔵境駅南口        | ■小田急（D）                                           | 狛江駅北口・狛江営業所始発                                    |
| 14番 | 境91                     | 天文台前・大沢                                 | 武蔵境営業所        | ■小田急（C）                                           |                                                               |
| 14番 | 鷹51B                    | 大沢コミュニティセンター・西野                 | 三鷹駅南口          | ■小田急（C）                                           |                                                               |
| 14番 | 調40                     | 大沢コミュニティセンター                       | 調布飛行場          | ■小田急（D）                                           |                                                               |
| 15番 |                          |                                                |                     |                                                        |                                                               |
| 調36 | 調布市ミニバス（北路線） | 上ノ原小学校                                   | ■京王               |                                                        |                                                               |
| 調37 | 調布市ミニバス（北路線） | ブランチ調布                                   | ■京王               | 12時に1本・19時に2本のみ                               |                                                               |
| 空港 |                          | 羽田空港                                       | ■京王・東京空港交通 | 空港発の一部は国分寺駅・武蔵小金井駅・若葉台駅まで運行 |                                                               |
| 空港 |                          | 成田空港                                       | ■京王・東京空港交通 | 空港発の一部は若葉台駅まで運行                         |                                                               |
| 高速 |                          | 東京ディズニーリゾート                         | ■京王・京成         |                                                        |                                                               |

※吉祥寺駅行は夜間時間帯（19時以降に発車する便）は「吉祥寺駅中央口」行きとなる。

### 周辺のバス停留所
- 旧甲州街道上の若干府中寄りに進んだ所に「調布銀座」および「調布」の停留所がある。
  - 「調布銀座」は、かつてここに調布駅があった頃にできた駅前商店街。
  - 「調布」は、かつての小田急バス吉06・鷹56系統の終点で、現在は西方のみ停留所が存在する。小田急バスの前身である武蔵野乗合自動車は1932年（昭和7年）6月1日[15][16]、現在の「調布」停留所付近に本社とバス車庫を置いた（当時は東京府北多摩郡調布町布田）[17]。吉06・鷹56系統は武蔵野乗合自動車設立時からの路線で「調布」停留所は小田急バス本社創業の地の名残（詳細は「小田急バス#武蔵野乗合自動車の創業」を参照）[16][16][17]。季節運行の新宿駅西口発よみうりランド行きのバスは北口ロータリーには入らず、この停留所を経由する。
- かつては西友調布店前に駅北口スクランブル交差点に面して「調布駅北口」バス乗り場が設定されており、小田急バス境91系統（狛江駅方面）は駅北口ロータリーに入らずそこを経由していたが、2020年11月15日で廃止され、境91系統も往復とも駅北口ロータリーを発着するよう変更された[18]。

## 隣の駅
京王電鉄
 京王線
■特急
千歳烏山駅 (KO12) - 調布駅 (KO18) - 府中駅 (KO24)
■急行・■区間急行（下りの区間急行はすべて相模原線直通のため東府中方での運転なし）
つつじヶ丘駅 (KO14) - 調布駅 (KO18) - 東府中駅 (KO23)
■快速（西調布方当駅から各駅に停車、上りはすべて相模原線直通のため西調布方での運転なし）
つつじヶ丘駅 (KO14) - 調布駅 (KO18) - 西調布駅 (KO19)
■各駅停車
布田駅 (KO17) - 調布駅 (KO18) - 西調布駅 (KO19)
 相模原線
■特急
千歳烏山駅 （KO12） - 調布駅 (KO18) - 京王稲田堤駅 (KO36)
■急行
つつじヶ丘駅 (KO14) - 調布駅 (KO18) - 京王稲田堤駅 (KO36)
■区間急行・■快速（京王多摩川方当駅から各駅に停車）
つつじヶ丘駅 (KO14) - 調布駅 (KO18) - 京王多摩川駅 (KO35)
■各駅停車
布田駅 (KO17) - 調布駅 (KO18) - 京王多摩川駅 (KO35)
- 沿線でのイベントなどの開催時には、通常の隣の停車駅との間にある以下の駅に停車することがある。
  - 東京競馬場開催時などには、一部の特急・急行は府中競馬正門前まで直通（東府中駅は通過扱い）。
  - 東京スタジアム（味の素スタジアム）でのイベント開催時（主にFIFA（国際サッカー連盟）主催サッカー国際試合、Jリーグ・FC東京、東京ヴェルディの公式戦、a-nationなどエンタメ系の大規模なコンサート）には、一部の特急・急行が飛田給駅に停車する場合がある。
  - 京王閣競輪場開催時と調布市花火大会開催時には、一部の特急・急行が京王多摩川駅に停車する場合がある。